# 에어로너츠
《에어로너츠》(영어: The Aeronauts)는 2019년 개봉한 전기 모험 영화로, 톰 하퍼가 감독과 각본을 맡았다. 리처드 홈스의 소설 《하늘로의 추락》(Falling Upwards: How We Took to the Air)이 원작으로, 19세기 런던에서 하늘을 날고 싶은 두 콤비가 열기구를 띄워 하늘을 횡단한다는 내용을 담고 있다. 에디 레드메인이 기상학자 제임스 역을, 펄리시티 존스가 열기구 조종사 어밀리아 역을 맡았다.
2019년 8월 텔류라이드 영화제에서 전 세계 최초로 상영되었고, 같은 해 11월 영국, 12월 미국 극장에 개봉하였다. 대한민국에는 2020년 6월 개봉한다.

## 출연
- 에디 레드메인 - 제임스 글레이셔
- 펄리시티 존스 - 어밀리아
- 히메시 파텔 - 존 트루
- 톰 코트니 - 아서 글레이셔
- 피비 폭스 - 앤토니아
- 리베카 프런트 - 프랜시스 숙모
- 로버트 글레니스터 - 네드 체임버스
- 뱅상 페레 - 피에르 렌
- 앤 리드 - 에설 글레이셔
- 루인 로이드 - 찰리
- 팀 매키너니 - 에어리
- 토머스 아널드 - 찰스 그린
- 리사 잭슨 - 포피
- 엘사 앨릴리, 코니 프라이스 - 앤토니아의 두 딸
- 벨라 - 포지

## 수상 목록
- 제44회 토론토 국제 영화제 (2019년) 갈라스 부문
- 제55회 시카고 국제 영화제 (2019년) 스페셜 프레젠테이션
- 제39회 하와이 국제 영화제 (2019년) 프리미어
- 제14회 로마 국제 영화제 (2019년) 오피셜 셀렉션
- 제63회 런던 국제 영화제 (2019년) 헤드라인 갈라
- 제42회 밀 밸리 영화제 (2019년) 세계영화
- 제46회 텔류라이드 영화제 (2019년) 장편 영화
- 제25회 크리틱스 초이스 시상식 (2020년) 시각효과상